# Stjepan Bobek
Stjepan Bobek (Zágráb, 1923. december 3. – Belgrád, 2010. augusztus 22.) horvát labdarúgó csatár, edző.
A jugoszláv válogatott tagjaként részt vett az 1950-es és 1954-es labdarúgó-világbajnokságon, az 1948. évi és az 1952. évi nyári olimpiai játékokon, utóbbi kettőn ezüstérmet nyertek.